# John Frederick Gates Clarke
John Frederick Gates Clarke, född 22 februari 1905, död 17 september 1990, var en kanadensisk-amerikansk entomolog och auktoritet på nattfjärilar. Han arbetade på Smithsonian Institutions National Museum of Natural History.